# Eritettix abortivus
Eritettix abortivus är en insektsart som beskrevs av Bruner, L. 1889. Eritettix abortivus ingår i släktet Eritettix och familjen gräshoppor. Inga underarter finns listade i Catalogue of Life.